# Morske krave
Morske krave (znanstveno ime Sirenia) so red rastlinojedih vodnih sesalcev. Živijo v Južni in Srednji Ameriki, Afriki, ter Aziji. Merijo od 2 do 4 metre. Največja je bila že izumrla Stellerjeva morska krava, ki je lahko dosegla tudi do 10 metrov. Imajo velika hidrodinamična telesa, ki zmanjšujejo upor. Prehranjujejo se z morskim rastlinjem, z razvito zgornjo ustnico lahko odrasla morska krava poje 50 kilogramov morskega rastlinja na dan.

## Etimologija
Red Sirenia je poimenovan po starogrških mitoloških bitjih, sirenah, saj naj bi jih za le te zamenjali osamljeni mornarji.
Poimenovanje »morska krava« je prevzeto iz afrikanščine (seekoei).

## Parjenje
Morske krave so samotarske živali, vendar se ob času paritve zbirajo v skupinah, kjer se samci borijo za samice. Samica ima malo madičev, na katere skrbno pazi.

## Ogroženost
Večina vrst morskih krav je ogroženih, v glavnem zaradi človekovih dejavnosti. Smrti povzročajo trki s plovili ter krivolov. Morske krave lovijo zaradi njihovega mesa, kože in kosti. Stellerjeva morska krava je leta 1786 zaradi prekomernega lova izumrla. Morskim kravam grozijo tudi nasedanje na obale, zapletanje v ribiške mreže in tudi naravne katastrofe.